# Виннеке, Фридрих Август Теодор
Фридрих Август Теодор Виннеке (нем. Friedrich August Theodor Winnecke; 5 февраля 1835, Хере — 3 декабря 1897, Бонн) — немецкий астроном.
В 1858‒65 годах Виннеке работал в Пулковской обсерватории. В 1872‒82 годах был директором Страсбургской обсерватории, построенной по его проекту. Занимался определением параллаксов звёзд и Солнца, наблюдениями переменных звёзд. Он обнаружил большое количество комет, в том числе короткопериодическую комету 7P/Понса — Виннеке, а позже комету Кроммелина. Он также составил список двойных звёзд и обнаружил ряд туманностей.
Именем Виннеке названа двойная звезда Winnecke 4
В честь его жены Гедвиг Виннеке назван астероид (207) Гедда, открытый в 1879 году.